# باكا (أسطورة)
باكا (بالإنجليزية: Paka'a)‏ رب الريح في ميثولوجيا هاواي، حفيد الخالق روا. ابتكر الشراع وقدمه لبحارة الجزر.